# Cygne siffleur
Cygnus columbianus
Espèce
Statut de conservation UICN

 LC  : Préoccupation mineure
Le Cygne siffleur (Cygnus columbianus) est une espèce de cygnes appartenant à la famille des Anatidae.
Le Cygne de Bewick Cygnus columbianus bewickii, est parfois considérée comme une espèce distincte.

## Description

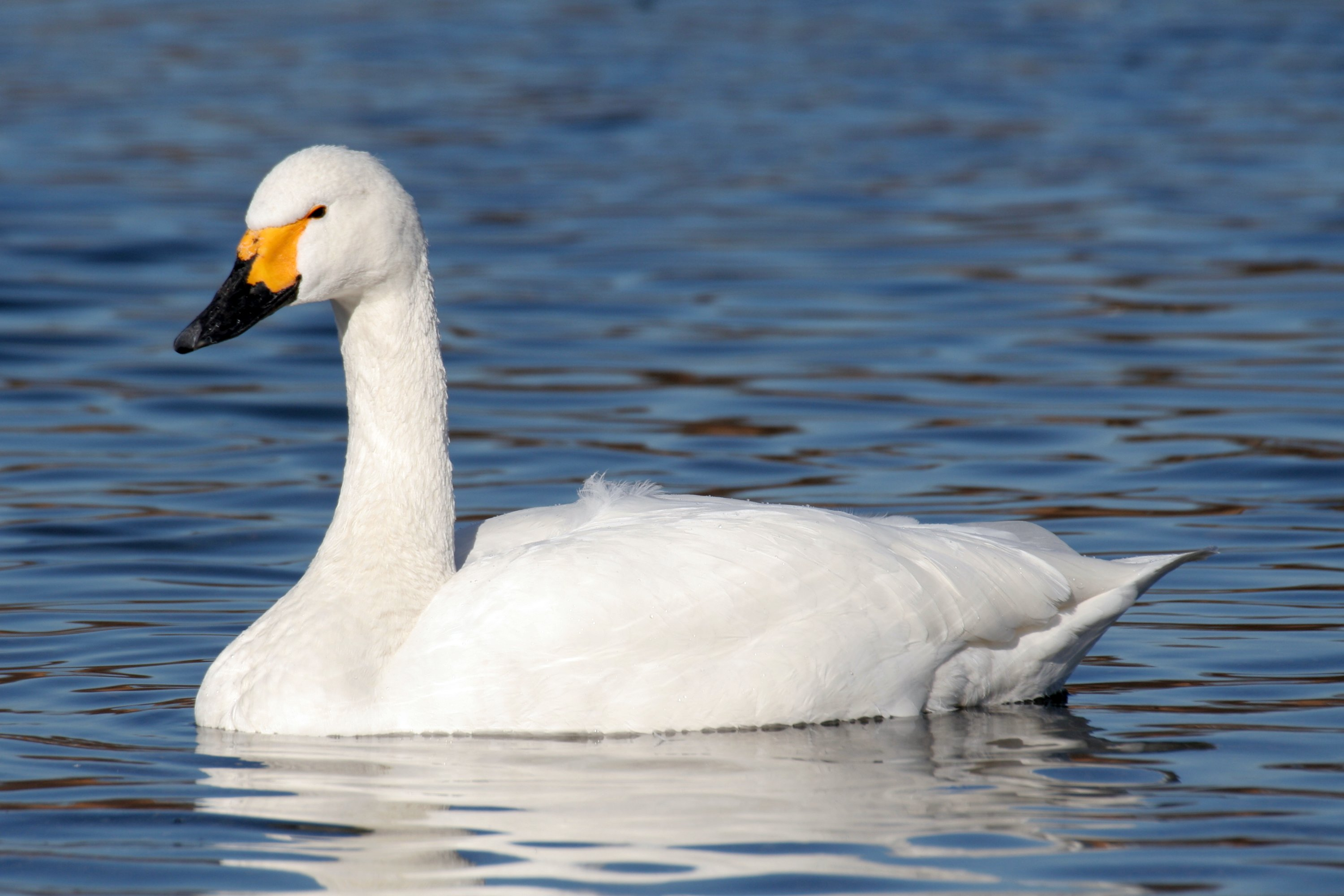
La sous-espèce C. c. bewickii à tache jaune.

Le Cygne siffleur a un bec à 90 % noir, le reste est jaune. L'espèce eurasienne a un bec moitié jaune, moitié noir. Il mesure de 115 à 127 cm de longueur et de 170 à 195 cm d'envergure.
Cet oiseau siffle quand il vole. Le nom ne dérive pas de sa voix. De loin on croirait entendre des chiens de chasse lorsqu'ils aboient.
Le Cygne siffleur est considéré comme l'oiseau ayant le plus grand nombre de plumes, avec plus de 25 200 plumes en saison hivernale, dont 80 % couvrant sa tête et son cou.

## Dynamique des populations
La population mondiale est estimée à 300 000 oiseaux.
Sans être considéré comme menacé à échelle planétaire, il est localement victime de saturnisme aviaire, comme de nombreux autres oiseaux qui ingèrent des billes de plomb de chasse, ou des agrès de pêche avec sa nourriture.

## Répartition et sous-espèces

zone de nidification
voie migratoire
aire d'hivernage

Selon la classification de référence du Congrès ornithologique international (version 15.1, 2025) :

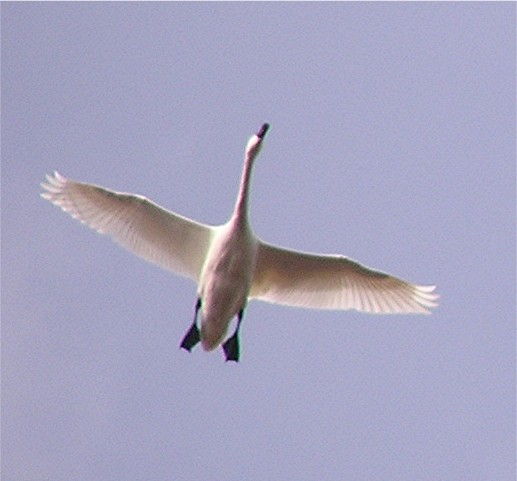

- Cygnus columbianus columbianus (Ord, 1815) — niche en Alaska et au Canada ;
- Cygnus columbianus bewickii Yarrel, 1830 — niche au nord de l'Eurasie.

## Le cygne siffleur et l'être humain
Aux États-Unis, la chasse au cygne siffleur, quoique étroitement contrôlée, est permise dans huit États : l’Utah, le Nevada, le Montana, l'Alaska, la Caroline du Nord, le Dakota du Nord, le Dakota du Sud, et la Virginie.